# Kanon (prénom)
Pour les articles homonymes, voir Kanon.
Kanon (かのん) est un prénom mixte japonais. L'écriture la plus fréquente semble être : 花音 (fleur et son).

## En kanji
Ce prénom s'écrit entre autres sous les formes suivantes :
- 佳夢 : doux rêve
- 佳園 : bon jardin
- 佳恩 : bonne obligation
- 佳暖 : bonne chaleur
- 佳遠 : bonté lointaine
- 可暖 : chaleur possible/approuvée
- 可音 : bruit possible/approuvé
- 可野 : champ possible approuvé
- 叶望 : espoir réalisé/accompli
- 叶暖 : chaleur réalisé/accompli
- 叶音 : bruit réalisé/accompli
- 夏暖 : été chaud
- 加暖 : donne de la chaleur
- 嘉音 : son joyeux
- 和暖 : chaude harmonie/paix
- 華音 : son brillant
- 花恩 : fleur et obligation
- 花温 : fleur et chaleur
- 花望 : fleur de désir/espoir
- 花暖 : fleur chaude
- 花穏 : fleur calme
- 香音 : parfum et son

## Personnes célèbres
- Kanon Fukuda 福田花音 est une chanteuse et idole japonaise.
- Kanon Suzuki ja:鈴木香音 est une chanteuse et idole japonaise du Hello! Project.
- Kanon Wakeshima ja:分島花音 est une chanteuse et violoncelliste japonaise.
- Kanon est bassiste dans le groupe An Café et guitariste dans le groupe Kanon x Kanon.

## Dans les œuvres de fiction
- Kanon est un personnage de fiction dans le manga et la série d’animation Saint Seiya.
- Kanon Endou (Silver Evans en français) est un personnage d'Inazuma Eleven.
- Kanon Mizushirou est le personnage principal de l'anime Jewelpet Sunshine.
- Kanase Kanon est un personnage secondaire de Strike the Blood.
- Kanon est un personnage de Umineko no naku koro ni.
- Kanon est un personnage du manga Diabolic Garden.
- Kanon est un personnage du jeu vidéo et anime BanG Dream ! Girls Band Party !  ( Batteuse du groupe Hello, Happy World ! )